# برج بترين

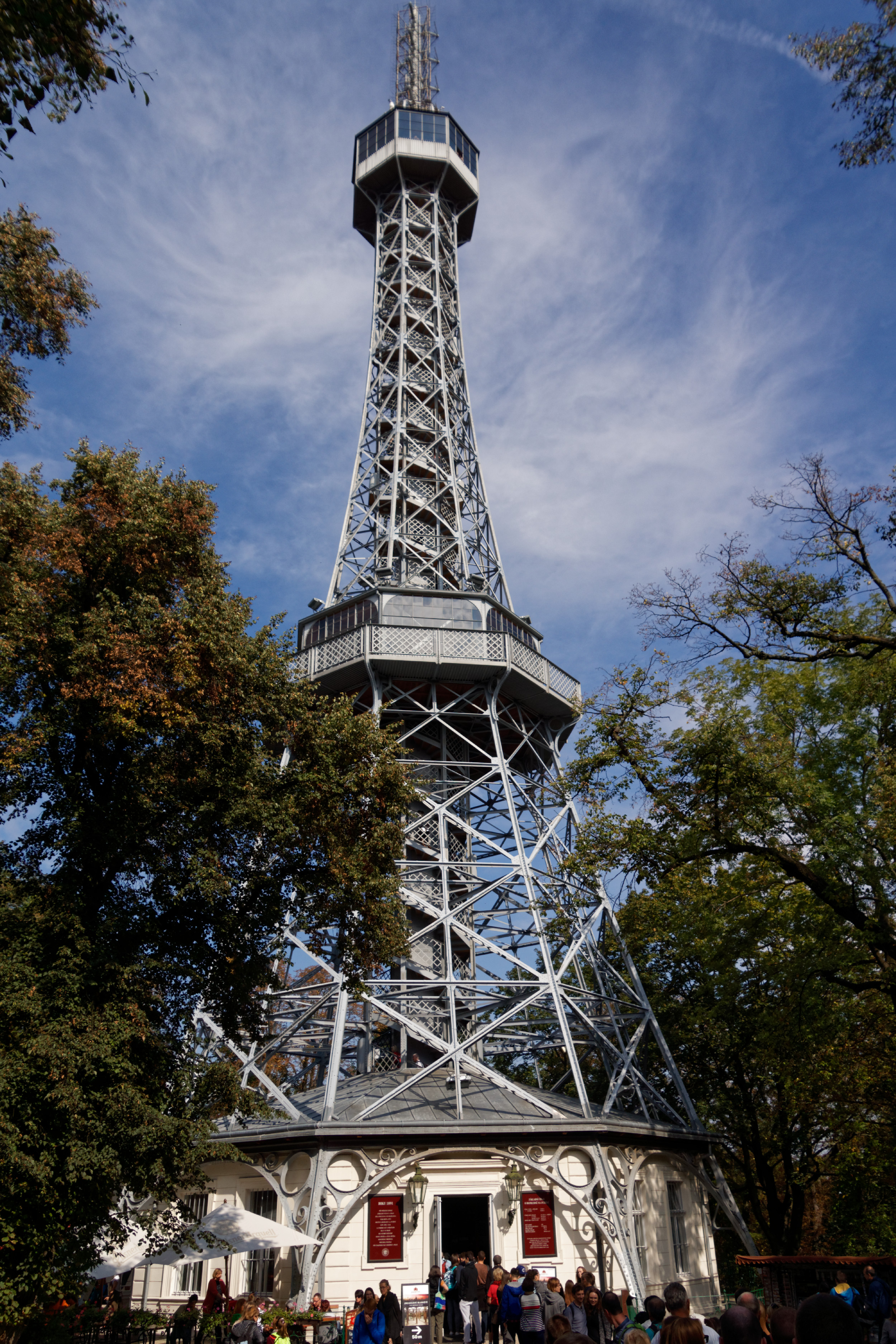
بُرج بترين

برج بترين عبارة عن بُرج من المعدن بارتفاع 63.5 م (208 قدم) على تلة بترين في براغ، بُني عام 1891. يُشبه بُرج ايفل وأُستخدم كبُرج مراقبة وبُرج إرسال. يُعتبر البُرج اليوم من المعالم السياحية الرئيسية.

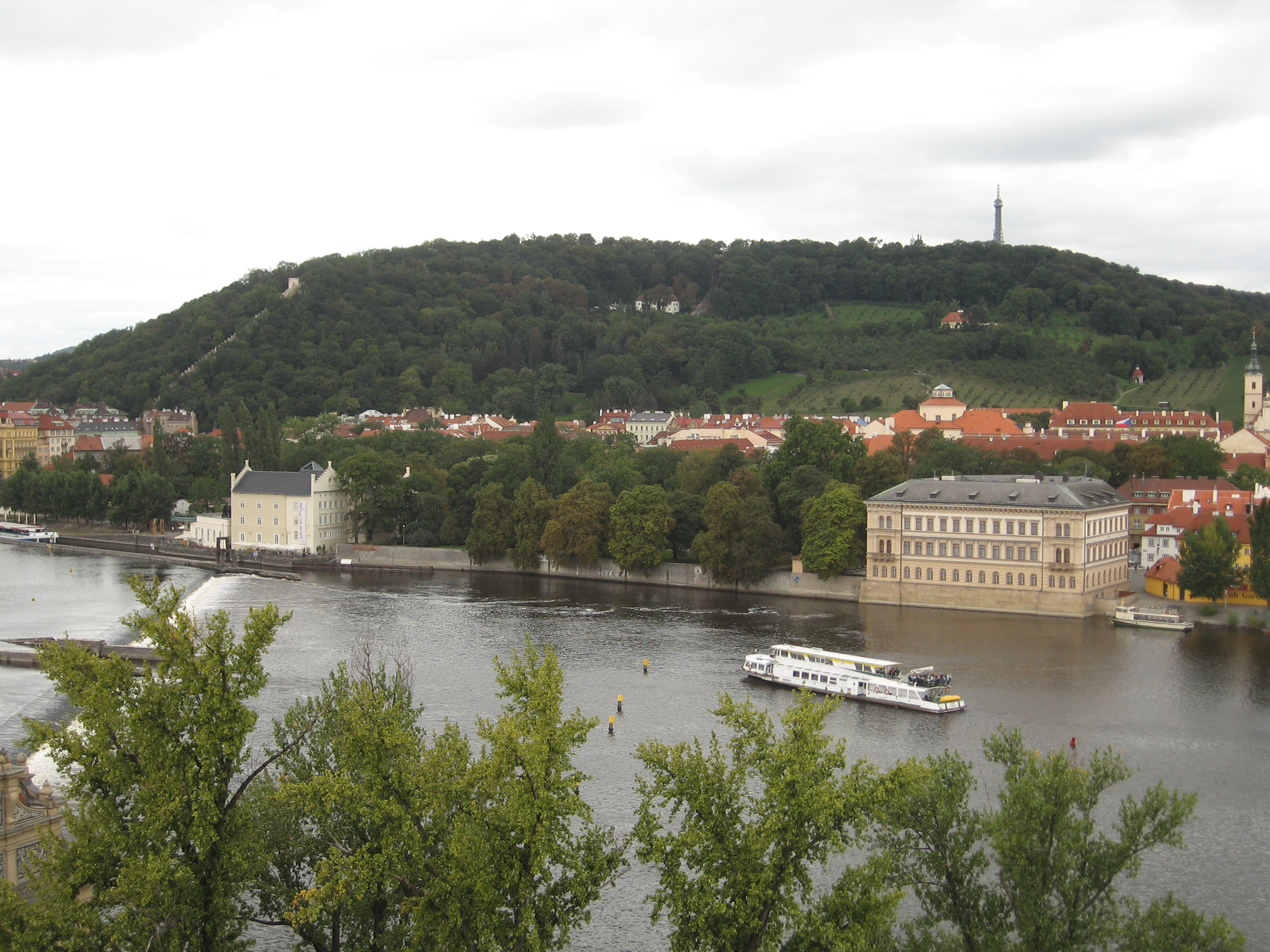
تلة بترين مع بُرج بترين

## وصف
تقع تلة بترين على بُعد حوالي نصف ساعة من مسارات المشي، والبُرج أيضاً شاق التسلق. مع ذلك يتم خدمة هذه التلة بواسطة سكة بترين الحديدية، كما يحتوي البُرج على مصعد للأشخاص المُسنين وذوي الاحتياجات الخاصة. في عام 2014، زار البُرج أكثر من 557000 زائر، حيث شكل الأجانب نسبة 70% من الزوار المذكورين.
يُمكن الوصول إلى منصتي المراقبة من خلال 299 سلم في أقسام، تتكون من 13 شاحط تحيط بالهيكل الداخلي للبُرج. يُشكل زوج من السلالم هيكل حلزوني يسمح للزوار بالحركة صعوداً ونزولاً في نفس الوقت.
هناك محل لبيع الهدايا وكافتيريا صغيرة في الطابق الرئيسي. أهبط طابق فيه عبارة عن منطقة عرض صغيرة. عُرض فيه أبراج المراقبة ميركور (Merkur) في الفترة 6 مارس 2013 إلى 30 مارس 2014.

## مُقارنات مع برج ايفل
غالباً ما يوصف بُرج بترين بأنه نُسخة مُصغرة من بُرج إيفل. على النقيض من بُرج إيفل، يمتلك بُرج بترين مقطع عرضي مُثمن وليس مُربع. علاوةً على ذلك، لا يرتكز هذا البُرج، كما هو الحال في بُرج إيفل، على أربعة أعمدة من المعدن. المنطقة بأكملها تحت أرجله مُغطاة بقاعة المدخل.
التشابه بين بُرج إيفل وبُرج بترين هو تصميم الجسور السفلية المُتقاطعة على شكل عظام مُستديرة.

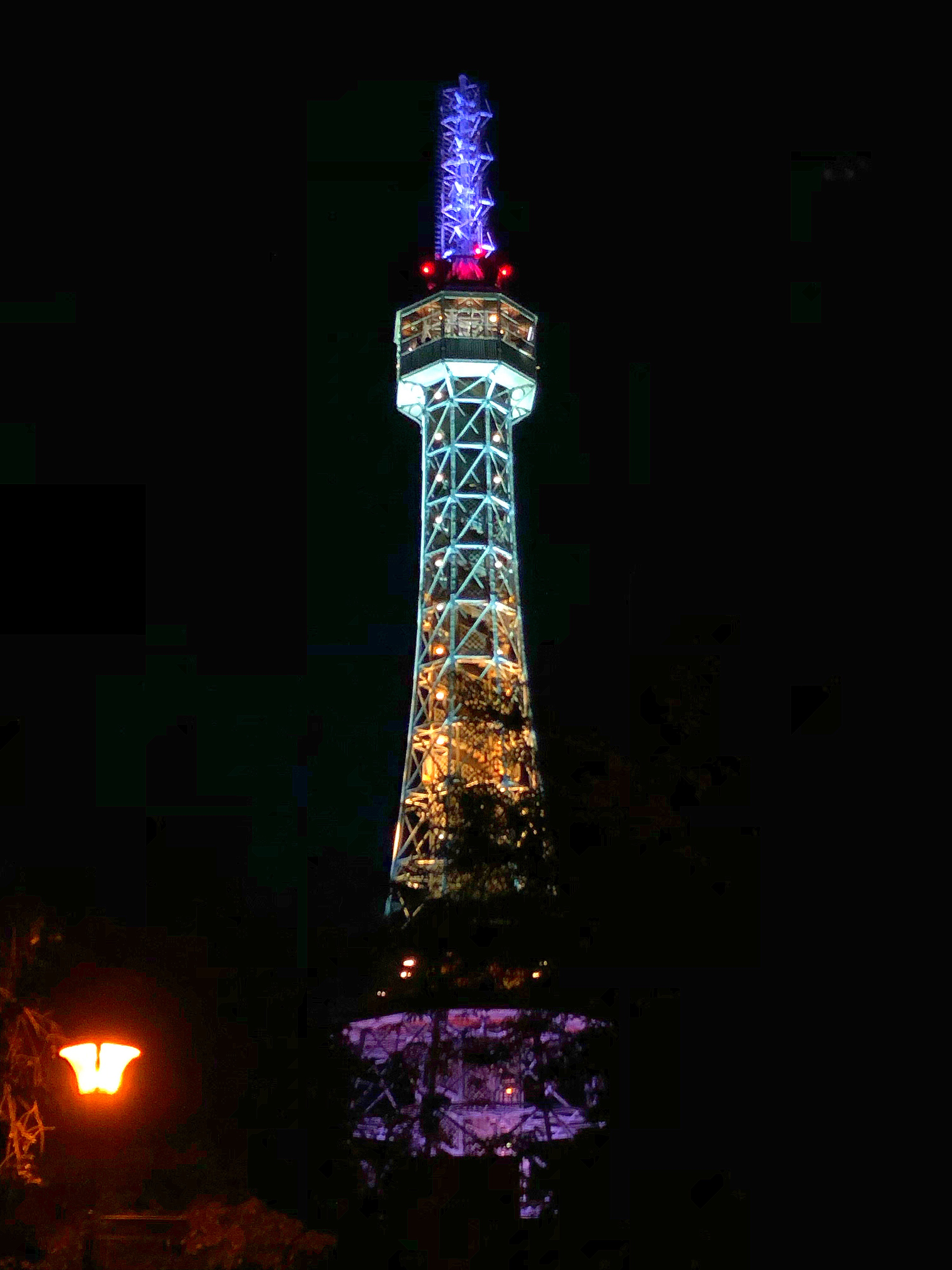
بُرج بترين في الليل

## تاريخ
في عام 1889، زار أعضاء نادي السياح التشيكيين المعرض العالمي في باريس واستلهموا بُرج إيفل. جمعوا مبلغاً كافياً من المال وفي مارس 1891 بدأ بناء البُرج لمعرض اليوبيل العالمي. انتهى بناؤه في أربعة أشهر.
كان للبُرج مصعداً لستة أشخاص. في عام 1953، أُنشئ جهاز إرسال تلفزيوني في البُرج وأُزيل المصعد، ومُلئ الأنبوب بالكابلات وإمدادات الطاقة.
في عام 1953، رُكب هوائي بث تلفزيوني على بُرج بترين، وهو تغذية للبرنامج الذي يقوم به هوائي راديو اتجاهي. عمل هذا كمزود الإشارات التلفزيونية في براغ لحين افتتاح بُرج تلفزيون تشيكوف في أواخر عام 1992.
أُغلق البُرج أمام الجمهور أثناء إعادة الإعمار في الفترة 1979-1992. في الفترة 1999-2002، أُعيد بناء البُرج بالكامل مرة أُخرى ورُكب مصعد جديد لذوي الاحتياجات الخاصة وكبار السن.
من 21 يناير 2013 تم تشغيل البُرج من قبل متحف مدينة براغ.

## روابط خارجية
- Petřínská rozhledna
- https://web.archive.org/web/20060112084933/http://www.rozhlednyunas.cz/rozhledny/petrinska-rozhledna-v-praze/
- http://www.pis.cz/cz/praha/adresar/petrinska_rozhledna
- http://www.skyscraperpage.com/diagrams/?b41048
- History of Petrinska rozhledna
- صورة بانوراما 360 درجة الافتراضية